# Sektion Bergland des Deutschen Alpenvereins
Die Sektion Bergland des Deutschen Alpenvereins e. V. gehört mit 765 Mitgliedern (Stand: 31. Dezember 2024) zu den kleineren Sektionen des Deutschen Alpenvereins im Münchner Raum und ist eine der kleineren in der Liste der Sektionen des Deutschen Alpenvereins. Sie wurde am 10. April 1908 als „Kaufmännische alpine Vereinigung Bergland“ unter anderen vom Münchner Bergsteiger und Kaufmann August Schuster (Sporthaus Schuster) gegründet.

## Aktivitäten
Die Sektion bietet eine Vielzahl alpiner Aktivitäten an, die von ehrenamtlichen Tourenleitern begleitet werden. Das beginnt bei einfachen Wanderungen im bayerischen Alpenraum und geht bis hin zu Gletschertouren am Hauptkamm. Weitere Schwerpunkte sind Skitouren, Mountainbiken und Klettern in allen Schwierigkeitsstufen. Bergland ist auch am DAV Kletter- und Boulderzentrum München-Süd beteiligt. In der Sektion gibt es aktive Gruppen für Familien, Jugend, Senioren, Hochtouren und Mountainbiker. Zwei Mal im Jahr erscheint die Mitgliederzeitschrift „Der Bergländer“.

## Sektionsvorsitzende
Eine chronologische Übersicht über alle Präsidenten der Sektion seit Gründung.
| Amtszeit  | Präsident         |
| --------- | ----------------- |
| 1908      | Willy Neumann     |
| 1909–1910 | August Schuster   |
| 1911–1912 | Anton Schmid      |
| 1913–1918 | August Schuster   |
| 1919      | Hermann Passavant |
| 1920      | August Schuster   |
| 1921      | Hans Humann       |
| 1922      | Hans Niesner      |

| Amtszeit  | Präsident         |
| --------- | ----------------- |
| 1923      | H.W. Schmidt      |
| 1924–1925 | Hans Niesner      |
| 1926–1938 | H.W. Schmidt      |
| 1939–1945 | Hanns Krämer      |
| 1947–1951 | Hanns Krämer      |
| 1952–1956 | Valentin Stettner |
| 1957      | Heinz Strobel     |
| 1958–1964 | Valentin Stettner |

| Amtszeit  | Präsident             |
| --------- | --------------------- |
| 1965–1966 | Peter Kripp           |
| 1967–1970 | Hans Held             |
| 1971–1975 | Josef Hollacher       |
| 1976–1986 | Allois Greck          |
| 1987–2000 | Hans Hintermeier Jun. |
| 2001–2018 | Stefan Schuhbauer     |
| Seit 2019 | Stefan Kehl           |

## Hütten
Die Sektion Bergland betreibt fünf Hütten, die meisten davon in den Ammergauer Bergen. Bei den Pürschlinghäusern und der Brunnenkopfhütte handelt es sich um ehemalige Jagdhäuser der bayerischen königlichen Familie. König Max II. Joseph  hielt sich hier regelmäßig zur Gamsjagd auf. Wohingegen sein Sohn, Ludwig II., auf den Berghütten Ruhe in der unberührten Natur und Rückzug von der Stadt suchte. Der Gründer der Sektion, August Schuster, erwarb 1919 und 1922 die Hütten für die Sektion.

### Bewirtschaftete Hütten
- August-Schuster-Haus, 1564 m (auf dem Pürschling bei Unterammergau)
- Brunnenkopfhütte, 1602 m (unterhalb des Brunnenkopfs bei Linderhof)

### Hütten für Mitglieder der Sektion Bergland
- Bergländerheim, 1574 m (auf dem Pürschling)[10]
- Michl-Horn-Hütte, 1601 m (am Brunnenkopf)[11]
- Wirtsalm, 1430 m (am Geigelstein)[12]

## Bekannte Mitglieder
- Hermann Buhl (1924–1957), 1953 Erstbesteiger des Nanga Parbat (8125 m), 1957 Erstbesteiger des Broad Peak (8051 m)
- Kurt Diemberger (* 1932), 1957 Erstbesteiger des Broad Peak (8051 m), 1960 Erstbesteiger des Dhaulagiri (8167 m)
- Marietta Uhden (1968–2014), Kletterin, Weltcup-Siegerin im Bouldern 2000, 10fache Deutsche Meisterin im Lead-Klettern
- Lothar Brandler (1936–2016), Kletterer, Bergsteiger und Bergfilmer
- Hermann Delago (1875–1962), Alpinist und Führerautor
- Carl Joseph Luther (1882–1968), Ski- und Faltbootsportpionier, Sportjournalist und Autor
- Giovanni Battista Piaz (1879–1948), Bergführer und Bergsteiger
- Ludwig Purtscheller (1849–1900), Bergsteiger, Lehrer
- August Schuster (ca. 1882–1955), Bergsteiger und Unternehmer